# Ivujivik (terre réservée inuite)
Pour le village nordique, voir Ivujivik.
Ivujivik est une terre réservée inuite du Nunavik, dans l'administration régionale Kativik, dans la région administrative Nord-du-Québec, au Québec (Canada).

## Démographie
| 2011 | 2016 |
| ---- | ---- |
| 0    | 0    |